# Eublaberus argentinus
Eublaberus argentinus är en kackerlacksart som beskrevs av Morgan Hebard 1921. Eublaberus argentinus ingår i släktet Eublaberus och familjen jättekackerlackor. Inga underarter finns listade i Catalogue of Life.